# Protagora (dialogo)
Il Protagora (Πρωταγόρας) è un dialogo di Platone dedicato al tema dell'insegnabilità della virtù, teso in particolare a dimostrare l'inconsistenza dalla prassi educativa dei sofisti. Tra le opere meglio riuscite del filosofo per la sua ricercatezza stilistica, questo dialogo viene sovente accostato al Gorgia, che ha per protagonista l'altro padre della Sofistica: entrambi si collocano infatti nella fase di transizione dai dialoghi aporetici giovanili a quelli della maturità, e la loro data di composizione pertanto dovrebbe essere successiva al 388 a.C.
Per quanto riguarda la struttura, il Protagora si presenta nella forma del dialogo riportato: Socrate, incontrato un amico anonimo (o forse più d'uno, come suggerirebbe 310a2), sfugge alle domande sulla sua relazione con Alcibiade proponendo al suo interlocutore il resoconto del dialogo avuto poco prima con Protagora alla presenza di altri importanti sofisti, oltre a Callia e allo stesso Alcibiade.

## Chi è il sofista?
Non è ancora l'alba, quando Socrate viene svegliato dalla voce del giovane Ippocrate. Il motivo della visita è presto detto: Protagora, il celebre sofista, è giunto ad Atene e Ippocrate vorrebbe diventare suo allievo. Tuttavia, per essere accettato, questi necessita che qualcuno lo presenti al sofista (310b-311a). Ovviamente, Socrate acconsente ad accompagnare il giovane, desideroso di poter discutere con il celebre «maestro di virtù».
È però troppo presto per recarsi alla casa di Callia, il celebre mecenate ateniese che ospita Protagora, e pertanto Socrate propone di spostarsi nel cortile, dove passerà il tempo discutendo con il giovane amico sulle aspettative che ha nei confronti del sofista. Ippocrate spera di poter ricevere una buona formazione, poiché il maestro a cui si sta per rivolgere ha fama di essere «un esperto della sapienza» (312c); tuttavia non sa dire di quale sapienza sia esperto: anche affermando che il sofista insegna a tenere discorsi, resta aperto il problema del loro argomento (312e). Non sapendo più cosa rispondere, Ippocrate può solo ascoltare il monito di Socrate, che lo mette in guardia dall'affidare la propria formazione a persone che, come i sofisti, non danno garanzie sulla validità o meno dei propri insegnamenti. Essi sono infatti paragonabili a dei mercanti che cercano di vendere la propria merce lodandola di fronte all'acquirente; pertanto, se bisogna stare attenti a non farsi raggirare quando si acquistano beni che riguardano il corpo, a maggior ragione si dovrà stare attenti per ciò che riguarda l'anima, poiché è molto facile ricavarne dei danni irreversibili (314a-c).

## Protagora: il mito di Prometeo ed Epimeteo
Continuando a discutere, Socrate e Ippocrate giungono infine alla meta: la casa di Callia. Tuttavia, una volta arrivati il portiere che sta di guardia all'ingresso, infastidito dall'andirivieni di sofisti, si rifiuta di lasciarli passare, e solo dopo molte insistenze i due riescono a entrare (314c-e). Nel cortile interno alla casa scorgono subito Protagora che passeggia discutendo con i suoi seguaci, mentre, più discosti, Socrate individua i sofisti Ippia di Elide e Prodico di Ceo. Inoltre, poco dopo fanno il loro ingresso Alcibiade e Crizia.
È su questo sfondo che Socrate e Protagora terranno la loro discussione, una vera e propria assemblea a cui parteciperanno anche gli altri eminenti personaggi presenti (316d-317e). Il filosofo non perde tempo, e domanda subito al sofista quale guadagno avrà Ippocrate dalla sua frequentazione: Protagora infatti si propone di insegnare ai propri allievi una condotta assennata, in modo che diventino buoni cittadini (319a). Ma, domanda Socrate, è veramente possibile insegnare la virtù come si fa con le technai? Mentre per queste ultime si prende per valido solo il consiglio degli esperti, così non è per la virtù, riguardo alla quale si tiene conto dell'opinione di chiunque. Né d'altra parte esistono veri e propri esperti in materia e anzi, capita spesso che chi è virtuoso non sia poi in grado di insegnare ad esserlo ai propri figli. A queste obiezioni, Protagora decide di rispondere con un lungo discorso, a sua volta composto di due parti: un mythos (320d-323a) e un logos (323a-328d).

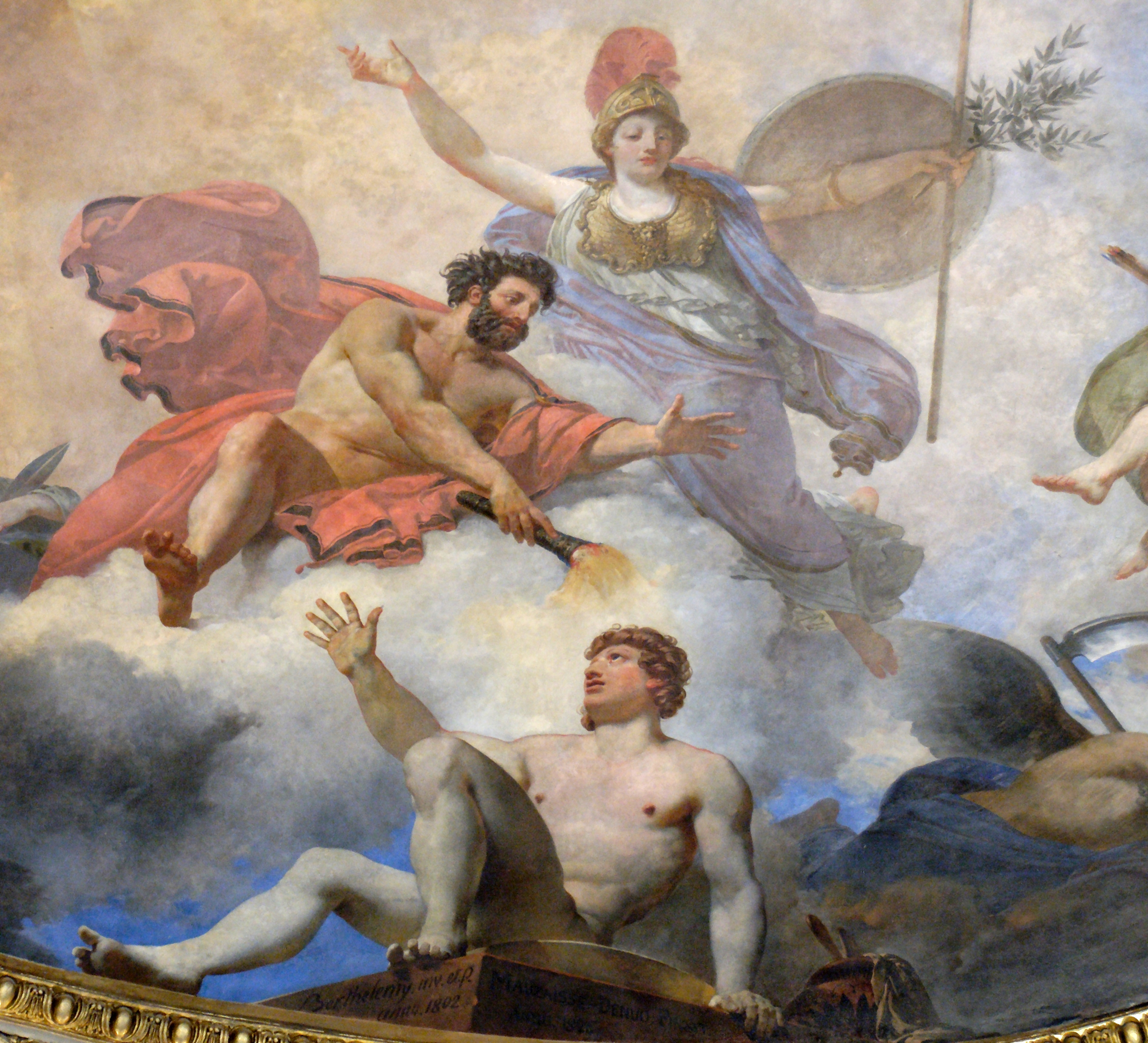
J.-S. Berthélemy e J.-B. Mauzaisse, Prometeo dà vita all'uomo, 1802, Parigi (Louvre)

Il mythos racconta della creazione degli esseri umani a opera dei due titani Prometeo ed Epimeteo. Allorché i due fratelli furono incaricati di dare forma agli esseri che avrebbero popolato la terra, Epimeteo si mise all'opera per plasmare in modo armonioso i vari animali, facendo sì che nessuna specie sopraffacesse o annientasse un'altra: diede dunque velocità, zanne e artigli ai predatori (limitandone però il numero), forza, corna e zoccoli per difendersi agli erbivori, e così via. Tuttavia, quando Prometeo venne a controllare l'operato del fratello, vide che tra tutte le creature solo l'uomo era rimasto privo di difese, nudo e inerme di fronte a qualsiasi pericolo. Mosso a compassione, il titano rubò allora il fuoco a Efesto e la sapienza tecnica ad Atena, per donarli all'uomo. Forniti così di mezzi per sopravvivere, gli uomini rischiavano però di estinguersi a causa della diffidenza reciproca, che impediva la formazione di gruppi stabili e relegava gli individui alla solitudine. Preoccupato dalla sorte dei mortali, Zeus inviò allora Ermes sulla Terra affinché distribuisse pudore (αἰδώς) e giustizia (δίκη) a tutti gli uomini, di modo che tutti possedessero queste virtù. Quindi, mentre per le altre technai vi sono pochi esperti a cui gli altri si devono rivolgere in caso di bisogno, per la virtù ciò non accade, poiché tutti ne sono provvisti.
La narrazione mitica permette a Protagora di svolgere alcune considerazioni nel lungo logos che segue. È infatti grazie al dono di Zeus che sono nate le città e i mortali sono potuti uscire dalla condizione ferina; e proprio per mantenere questo status, i genitori educano fin dall'infanzia i figli alla virtù. La virtù umana è dunque insegnabile, e chiunque è in grado di apprenderla. Certo, qualcuno si dimostrerà meno virtuoso degli altri, ma d'altra parte ciò avviene anche nelle altre technai: tra gli allievi di un citaredo accade che qualcuno superi gli altri, eppure tutti, a loro modo, hanno appreso a suonare la cetra. E così, anche per la virtù, qualsiasi individuo che abbia ricevuto un'educazione sarà senz'altro più virtuoso di un primitivo o di un animale. Ulteriore dimostrazione che la virtù è insegnabile sono le leggi, che puniscono chi le viola: scopo della pena è infatti quello di evitare che il colpevole reiteri il reato, e ciò le attribuisce un valore correttivo difficilmente sostenibile se si ritiene che la virtù non sia insegnabile.

## La virtù e le sue parti
Il discorso di Protagora lascia senza parole Socrate, che solo a fatica riesce a riaversi dalla meraviglia (328d). Ripresosi, interroga il sofista in merito a una lacuna del suo ragionamento: Protagora ha infatti parlato di santità, temperanza e coraggio come di parti di un'unica virtù. Ma queste parti come si articolano all'interno della virtù?

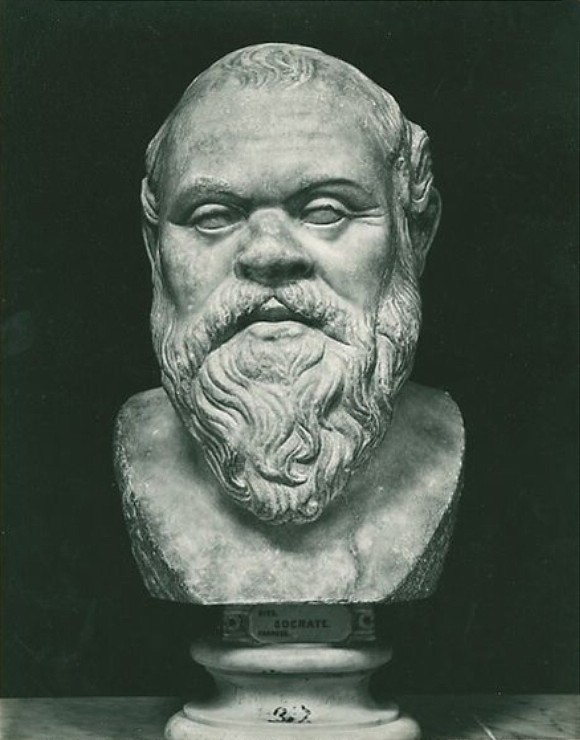
Socrate

Il sofista accetta il paragone proposto da Socrate tra la virtù e il volto: coraggio, temperanza, santità, giustizia sono come occhi, naso, orecchi e le varie parti di un volto, distinte le une dalle altre ma in stretta relazione tra di loro (329d). Tuttavia, lo stesso filosofo dimostra che non è possibile sostenere una distinzione netta tra le varie virtù, poiché, mentre gli uomini possono essere coraggiosi ma non santi, o giusti ma non temperanti, nel caso delle virtù prese in sé ciò non accade: la giustizia in sé è sempre santa, come la santità è giusta (331a-b). Il bene, poi, ha come contrario il male, il giusto l'ingiusto, la sapienza l'insipienza e, così, ogni cosa ha un solo contrario: non è dunque possibile che l'insipienza sia allo stesso tempo contraria alla sapienza e alla saggezza, a meno che non si ammetta - appunto - che queste ultime siano la stessa cosa (333a-b).
Dal canto suo, però, Protagora non è d'accordo e, irritato dalle domande di Socrate, propone una visione relativista della virtù, coerente con la sua dottrina dell'homo mensura. Molte cose, afferma, sono buone e utili in certe circostanze, e in altre risultano dannose - così, certi farmaci sono utili all'uomo ma letali per alcuni animali, l'olio è dannoso per le piante ma ottimo per le pelli degli uomini, e via dicendo. Il bene è dunque qualcosa di vario e multiforme, e una stessa cosa può essere consigliabile a taluni e vietata ad altri (334a-c).

## Intermezzo: il carme di Simonide
Le parole di Protagora ottengono l'approvazione dei presenti e l'indignazione di Socrate, che minaccia di lasciare la discussione qualora il sofista non lo accontenti abbandonando i lunghi discorsi e ricorrendo invece alla brachilogia. Socrate dice infatti di essere smemorato, e di faticare a seguire un discorso troppo lungo: meglio allora procedere adagio con domande e risposte brevi. Inoltre, aggiunge di doversi sbrigare, per via di una commissione che non può rimandare. Protagora è però sprezzante a una simile proposta, e per calmare gli animi deve intervenire Callia, il padrone di casa, che insiste affinché Socrate non se ne vada. Intervengono così anche Alcibiade e Crizia, e quest'ultimo chiama in causa Prodico e Ippia. Unica via di soluzione è che Protagora interroghi Socrate, ponendogli delle domande. Pur contro voglia, Protagora accetta la proposta e inizia a interrogare Socrate sulla poesia (338e-339b). L'analisi letteraria dei carmi più importanti e diffusi, in cui venivano trattati temi etici, era infatti una prassi educativa tipica della Sofistica.
Nello specifico, Protagora decide di partire dal carme A Skopas di Simonide di Ceo, in cui il poeta critica un'affermazione di Pittaco secondo cui sarebbe «difficile» mantenersi onesti: ciò sembra agli occhi di Protagora una contraddizione, poiché nello stesso carme Simonide aveva affermato in precedenza che «difficile» era diventare buoni. Socrate, tuttavia, è di avviso contrario e, chiamando in causa Prodico, concittadino di Simonide, ricorre alla sua dottrina della sinonimica per svelare quello che sarebbe il genuino significato del carme (341a). La parola «difficile», infatti, implica un riferimento al male, per cui Pittaco verrebbe criticato da Simonide per il semplice fatto che sembra ritenere un male il mantenersi buoni e onesti. Tralasciando poi questo tipo di analisi e rivolgendo l'attenzione all'intero carme, Socrate dimostra che anche Simonide era dell'idea che si compie il male non deliberatamente, per propria volontà, ma solo per ignoranza. Pittaco aveva sbagliato nel dire che mantenersi buoni è difficile: difficile è infatti divenire buoni, ma mantenere se stessi in tale condizione non è difficile, semmai divino! (344e) Solo chi è in piedi può cadere, e allo stesso modo, colto da sventura, potrà divenire malvagio solo chi è buono, e non chi lo è già. Il cattivo medico non è qualcuno che non conosce la medicina (non sarebbe nemmeno un medico), ma piuttosto un medico che ha studiato l'arte e opera male; e così, malvagio può esserlo solo un uomo buono divenuto cattivo per lo sciagurato evento di perderne la scienza (345b). Simonide, conclude Socrate, sembra dunque dire che nessuno compie il male volontariamente, ma perché costrettovi da eventi contingenti - ovvero, perché sottoposto alla volontà altrui o perché ha perso la conoscenza del bene.

## La virtù è insegnabile?

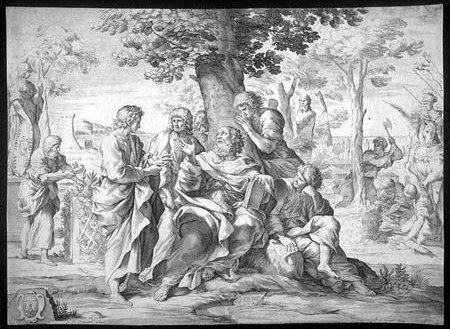
Johann Friedrich Greuter, Socrate e i suoi studenti, XVII secolo

Terminata la sua analisi del carme di Simonide, Socrate decide di tornare a discutere con Protagora sugli argomenti poc'anzi abbandonati, questa volta, però, ricorrendo alla brachilogia. Dopo aver richiamato l'attenzione sui punti lasciati in sospeso, Protagora dichiara che il coraggio è diverso dalle altre quattro virtù citate da Socrate (sapienza, temperanza, giustizia, santità), poiché capita spesso che uomini vili e malvagi abbiano in realtà coraggio da vendere (349d). Protagora sembra intendere il coraggio nel senso di «audacia», la quale, osserva Socrate, nel caso degli insipienti non è una virtù, ma follia: un soldato che non conosce le tecniche di lotta e si butta ugualmente nella battaglia non è coraggioso, semmai è pazzo.
Protagora è però un interlocutore attento, e smaschera la strategia di Socrate: audacia e coraggio non sono la stessa cosa, anche se capita che gli audaci siano coraggiosi, poiché l'audacia è frutto sia di scienza che di follia, mentre il coraggio dipende dalla disposizione dell'animo (350d-351d). Il dialogo si sposta così sul rapporto bene-piacere e sull'opinione diffusa secondo cui è possibile compiere il male perché sopraffatti da piacere o dolore. Capita sovente, afferma Socrate con l'approvazione di Protagora, che ciò che al momento provoca piacere con l'andare del tempo sia causa di dolore, mentre altre cose che provocano dolore (come le cure mediche) in seguito diano effetti piacevoli: ora, se tutti riconoscono che i farmaci sono un bene, pur dando dolore in un primo momento, se ne deve dedurre che i beni e i mali si devono distinguere non per il loro effetto immediato, ma per l'effetto futuro. Ciò che dà effetti piacevoli è dunque un bene, mentre i mali provocano sofferenza (è la cosiddetta «tesi edonistica» del Protagora). Pertanto, il bene coincide col piacere, il male con la sofferenza (355b-c), e a chi obietta che il piacere immediato è da preferire a quello futuro si può rispondere che, come le grandezze lontane possono sembrare a uno spettatore più piccole di quanto non siano, allo stesso modo i piaceri futuri possono sembrare inferiori a quelli immediati, pur essendo in realtà superiori. La «salvezza della vita» sarà dunque raggiungibile con una techne in grado di valutare i piaceri e i dolori in modo equilibrato, detta appunto «arte della misura» (τέχνη μετρητικὴ). Ma, se di techne si tratta, essa deve essere insegnabile, anche perché, d'altro canto, la sua ignoranza è causa di male - e quindi di dolore.
Da tutto questo Protagora esce di fatto confutato, poiché nello sviluppo della discussione ha negato la sua affermazione iniziale, e cioè che la virtù è una techne (361a-b). Socrate, al contrario, avendola spuntata sul sofista, può abbandonare la riunione e dedicarsi al suo improrogabile impegno - qualunque esso sia.

## Traduzioni
Secondo quanto riferiscono Quintiliano (X, 5, 2) e Plutarco (Vita di Cicerone, cap. 40), il dialogo fu tradotto dal greco in latino da Marco Tullio Cicerone.